# Rémy Vercoutre
Rémy Vercoutre (Franskt uttal: [ʁemi vɛʁkutχ]), född 26 juni 1980 i Grande-Synthe, är en fransk före detta fotbollsmålvakt. Han spelade bland annat för Lyon.